# 柴河镇 (海林市)
柴河镇，是中华人民共和国黑龙江省牡丹江市海林市下辖的一个乡镇级行政单位。

## 行政区划
柴河镇下辖以下地区：
友谊社区、光明社区、江滨社区、长石村、柴河村、佛塔密村、东风村、临江村、头道河子村、北站村、群力村、黑牛背村、阳光村和柴河国营林场。